# Caio Licínio Crasso
Caio Licínio Crasso (em latim: Caius Licinius Crassus) foi um político da família dos Crassos da gente Licínia da República Romana eleito cônsul em 168 a.C. com Lúcio Emílio Paulo Macedônico. Crasso era neto de Públio Licínio Varo, pretor em 208 a.C. e, provavelmente, um descendente de Caio Licínio Varo, cônsul em 236 a.C.. Era irmão mais novo de Públio Licínio Crasso, cônsul em 171 a.C., e, provavelmente, pai de Caio Licínio Crasso, tribuno da plebe em 145 a.C..

## Primeiros anos
Foi pretor urbano em 172 a.C. e, no ano seguinte, foi convocado pelo irmão, que era cônsul, para servir como legado em sua campanha militar. Caio recebeu o comando da ala direita das forças romanas na Batalha de Calínico, uma derrota para os macedônios do rei Perseu na qual perderam 2 500 homens.

## Consulado (168 a.C.)
Foi eleito cônsul em 168 a.C. com Lúcio Emílio Paulo Macedônico e recebeu a Itália como sua província enquanto Lúcio Emílio colhia as glórias da vitória contra Perseu e o fim da Terceira Guerra Macedônica. No começo do ano seguinte, apesar de ter sido nomeado procônsul da Gália Cisalpina, seguiu para a Macedônia por conta própria e serviu como decênviro reformandam, que tinha a missão de redistribuir as terras recém-conquistadas.